# Vice (film, 2008)
Pour les articles homonymes, voir Vice (homonymie).
Pour plus de détails, voir Fiche technique et Distribution.
Vice est un film policier américain de Raul Inglis sorti en 2008.

## Fiche technique
- Titre : Vice
- Réalisation : Raul Inglis
- Scénario : Raul Inglis
- Musique : Cliff Martinez
- Photographie : Andrzej Sekuła
- Montage : Kelly Herron
- Production : Matthew Robert Kelly
- Société de production : Arcview Entertainment et Stage 18 Pictures
- Société de distribution : 41 (États-Unis)
- Pays :  États-Unis
- Genre : Policier, drame, thriller
- Durée : 99 minutes
- Dates de sortie : 
  -  États-Unis : 9 mai 2008

## Distribution
- Michael Madsen : Max Walker
- Daryl Hannah : Salt
- Mykelti Williamson : Sampson
- Mark Boone Junior : Bugsby
- Kurupt : TJ Greene
- John Cassini (en) : Travalino
- Mary Carey : une prostituée
- Charlotte Kirk : Melissa
- Lydia Hull : Stacey
- Ambyr Childers : Kelly